# Ptochophyle rhodinaria
Ptochophyle rhodinaria là một loài bướm đêm trong họ Geometridae.